# Longnes (Sarthe)
Longnes és un municipi francès situat al departament del Sarthe i a la regió de País del Loira. L'any 2007 tenia 352 habitants.

## Demografia

### Població
El 2007 la població de fet de Longnes era de 352 persones. Hi havia 124 famílies de les quals 20 eren unipersonals (16 homes vivint sols i 4 dones vivint soles), 40 parelles sense fills, 60 parelles amb fills i 4 famílies monoparentals amb fills.
La població ha evolucionat segons el següent gràfic:
Habitants censats

### Habitatges
El 2007 hi havia 141 habitatges, 123 eren l'habitatge principal de la família, 9 eren segones residències i 9 estaven desocupats. 140 eren cases i 1 era un apartament. Dels 123 habitatges principals, 100 estaven ocupats pels seus propietaris i 23 estaven llogats i ocupats pels llogaters; 3 tenien una cambra, 3 en tenien dues, 22 en tenien tres, 28 en tenien quatre i 67 en tenien cinc o més. 103 habitatges disposaven pel capbaix d'una plaça de pàrquing. A 43 habitatges hi havia un automòbil i a 74 n'hi havia dos o més.

### Piràmide de població
La piràmide de població per edats i sexe el 2009 era:
| Homes | Edats   | Dones |
| ----- | ------- | ----- |
| 0     | 95 o +  | 0     |
| 0     | 90 a 94 | 0     |
| 0     | 85 a 89 | 0     |
| 4     | 80 a 84 | 0     |
| 8     | 75 a 79 | 4     |
| 0     | 70 a 74 | 12    |
| 4     | 65 a 69 | 4     |
| 4     | 60 a 64 | 4     |
| 4     | 55 a 59 | 4     |
| 4     | 50 a 54 | 12    |
| 12    | 45 a 49 | 4     |
| 8     | 40 a 44 | 4     |
| 20    | 35 a 39 | 16    |
| 8     | 30 a 34 | 8     |
| 8     | 25 a 29 | 12    |
| 0     | 20 a 24 | 4     |
| 16    | 15 a 19 | 8     |
| 16    | 10 a 14 | 8     |
| 0     | 5 a 9   | 16    |
| 12    | 0 a 4   | 8     |

## Economia
El 2007 la població en edat de treballar era de 218 persones, 172 eren actives i 46 eren inactives. De les 172 persones actives 161 estaven ocupades (89 homes i 72 dones) i 11 estaven aturades (4 homes i 7 dones). De les 46 persones inactives 12 estaven jubilades, 18 estaven estudiant i 16 estaven classificades com a «altres inactius».

### Ingressos
El 2009 a Longnes hi havia 128 unitats fiscals que integraven 367 persones, la mediana anual d'ingressos fiscals per persona era de 15.559 €.

### Activitats econòmiques
Dels 15 establiments que hi havia el 2007, 4 eren d'empreses de construcció, 5 d'empreses de comerç i reparació d'automòbils, 1 d'una empresa de transport, 2 d'empreses d'hostatgeria i restauració, 1 d'una empresa financera, 1 d'una empresa immobiliària i 1 d'una empresa de serveis.
Dels 5 establiments de servei als particulars que hi havia el 2009, 1 era un taller de reparació d'automòbils i de material agrícola, 1 paleta, 2 fusteries i 1 lampisteria.
L'únic establiment comercial que hi havia el 2009 era una botiga de menys de 120 m².
L'any 2000 a Longnes hi havia 7 explotacions agrícoles que ocupaven un total de 384 hectàrees.

## Equipaments sanitaris i escolars
El 2009 hi havia una escola elemental integrada dins d'un grup escolar amb les comunes properes formant una escola dispersa.

## Poblacions més properes
El següent diagrama mostra les poblacions més properes.